# HD 75332
HD 75332，又名BD+33 1765，SAO 61074、HR 3499，是一颗恒星，视星等为6.25，位于銀經190.53，銀緯38.3，其B1900.0坐标为赤經8h 44m 19.5s，赤緯+33° 38.3′ 32″。